# Corvol-d'Embernard
Corvol-d'Embernard è un comune francese di 105 abitanti situato nel dipartimento della Nièvre nella regione della Borgogna-Franca Contea.

## Società

### Evoluzione demografica
Abitanti censiti